# Yves Oehri
Yves Oehri (Zurigo, 15 marzo 1987) è un ex calciatore svizzero naturalizzato liechtensteinese, di ruolo difensore.

## Carriera

### Club
Dopo aver giocato nel San Gallo, nel 2010 si trasferisce al Vaduz.

### Nazionale
Nel 2006 debutta con la Nazionale liechtensteinese.

## Palmarès

### Club

#### Competizioni nazionali
- Coppa del Liechtenstein: 2

Vaduz: 2010-2011, 2012-2013